# Tom Kretzschmar
Tom Kretzschmar (sinh ngày 19 tháng 1 năm 1999) là một cầu thủ bóng đá chuyên nghiệp người Đức hiện đang thi đấu ở vị trí thủ môn cho câu lạc bộ TSV 1860 München tại 3. Liga.

## Sự nghiệp thi đấu
Sinh ra tại München, Kretzschmar gia nhập lò đào tạo trẻ của TSV 1860 München từ SpVgg Höhenkirchen vào năm 2006. Anh ra mắt cho 1860 München II ở Bayernliga vào tháng 7 năm 2017. Vào tháng 2 năm 2021, anh đã gia hạn hợp đồng với đội bóng. Anh ra mắt đội 1 vào ngày 22 tháng 5 năm 2021, khi vào sân sau khi thủ môn Marco Hiller nhận thẻ đỏ ở phút thứ 8, trong trận thua 3–1 trước FC Ingolstadt.